# Münster-Hiltrup
Hiltrup är en stadsdel i Münster i Nordrhein-Westfalen, Tyskland. Stadsdelen ligger i södra Münster. Förbundsvägen B54 passerar rätt igenom Hiltrup. Största arbetsgivaren är BASF. Det bor 25000 personer i stadsdelen.